# Bernhard Ulrici
Bernhard Ulrici (* 1. Juli 1811 in Pförten; † 13. April 1893 in Berlin) war ein deutscher Verwaltungsbeamter und Parlamentarier.

## Leben
Bernhard Ulrici studierte Rechtswissenschaft an der Friedrichs-Universität Halle. 1832 wurde er Mitglied des Corps Saxonia Halle. Nach dem Studium trat er in den preußischen Staatsdienst. Er absolvierte 1837–1839 das Regierungsreferendariat in Merseburg und bestand 1839 das Examen als Regierungsassessor. Von 1848 bis 1857 war er Landrat des Kreises Weißenfels. Anschließend war er als Regierungsrat tätig. Ulrici war 1850 Mitglied des Volkshauses vom Erfurter Unionsparlament. 1854–1858 saß er für den Wahlkreis Merseburg 7 im Preußischen Abgeordnetenhaus. 1854–1855 gehörte er zur Fraktion von Arnim-Heinrichsdorf und 1855–1858 zur Fraktion Graf Pückler.